# Lawrence Sanders
Lawrence Sanders (ur. 15 marca 1920 w Nowym Jorku, zm. 7 lutego 1998 w Pompano Beach) – amerykański dziennikarz i pisarz. Jego powieść z serii o detektywie Edwardzie X. Delaneyu, pt. The Anderson Tapes, została sfilmowana jako Taśmy prawdy, następna – Pierwszy grzech główny (The First Deadly Sin) jako Pierwszy śmiertelny grzech. Seria sześciu powieści o Archibaldzie McNallym jest kontynuowana przez Vincenta Lardo, który napisał siedem tomów, przy czym na okładkach figuruje nazwisko nieżyjącego Sandersa. Dziennik „The Guardian” określił postać Archy’ego McNally’ego jako współczesnego „Bertiego Woostera prywatnego śledztwa”.

## Twórczość
Cykl z Edwardem X. Delaneyem
- The Anderson Tapes (1970)
- The First Deadly Sin (1973) – wyd. pol. Pierwszy grzech główny, Da Capo 1994
- The Second Deadly Sin (1977)
- The Third Deadly Sin (1981)
- The Fourth Deadly Sin (1985)

Cykl Grzechy główne
- The Sixth Commandment (1978)
- The Tenth Commandment(1980)
- The Eighth Commandment (1986)
- The Seventh Commandment (1991)

Cykl z Peterem Tangentem
- The Tangent Objective (1976)
- The Tangent Factor (1976)

Cykl z Timothym Conem
- The Timothy Files (1987) – zbiór opowiadań
- Timothy’s Game (1988) – zbiór opowiadań

|  | Cykl z Archym McNallym - McNally’s Secret (1991) - McNally’s Luck (1992) - McNally’s Risk (1993) - McNally’s Caper (1994) - McNally’s Trial (1995) - McNally’s Puzzle (1996) - McNally’s Gamble (1997) | Cd. cyklu z Archym McNallym autorstwa Vincenta Lardo - McNally’s Dilemma (1999) - McNally’s Folly (2000) - McNally’s Chance (2001) - McNally’s Alibi (2002) - McNally’s Dare (2003) - McNally’s Bluff (2004) - McNally’s Files (2006) – trylogia: McNally’s Secret, McNally’s Luck, McNally’s Risk |

Inne publikacje
- The Pleasures of Helen (1971)
- Love Songs (1972)
- The Tomorrow File (1975)
- The Marlow Chronicles (1977)
- Caper (1980) – wyd. pod ps. Lesley Andress
- Dark Summer (1980) – wyd. pod ps. Mark Upton
- The Case of Lucy Bending (1982) – wyd. pol. Przypadek Lucy B., Kantor Wydawniczy SAWW 1994
- The Seduction of Peter S. (1983)
- The Passion of Molly T. (1984) – wyd. pol. Namiętności Molly Turner, REBIS 1993
- The Loves of Harry Dancer (1985)
- Tales of the Wolf (1986) – zbór opowiadań publikowanych w magazynie „Swank” w latach 1968–1969
- The Dream Lover (1986)
- Capital Crimes (1989)
- Stolen Blessings (1990)
- Sullivan’s Sting (1990)
- Private Pleasures (1993)
- Guilty Pleasures (1998)